# Pseudepipona jugorum
Pseudepipona jugorum är en stekelart som beskrevs av Blüthgen 1951. Pseudepipona jugorum ingår i släktet Pseudepipona och familjen Eumenidae. Inga underarter finns listade i Catalogue of Life.